# Silq
Silq est un langage haut niveau pour la programmation quantique créé en mai 2020 à l'École polytechnique fédérale de Zurich.

## Décalcul automatique
La particularité de Silq est qu'il supprime les valeurs temporaires (les résultats intermédiaires d'une opération ou d'une factorisation) qui sont problématiques en informatique quantique. 
Grâce à ce procédé de suppression appelé décalcul automatique, Silq  est plus court à écrire que le langage de programmation quantique Q Sharp (de -46%).
Silq est par ailleurs le premier langage de programmation quantique qui n'est pas principalement orienté sur la construction et la fonctionnalité du matériel[réf. nécessaire].